# Galaxias olidus
Galaxias olidus är en fiskart som beskrevs av Günther, 1866. Galaxias olidus ingår i släktet Galaxias och familjen Galaxiidae. IUCN kategoriserar arten globalt som akut hotad. Inga underarter finns listade i Catalogue of Life.